# Jansen (Mondkrater)

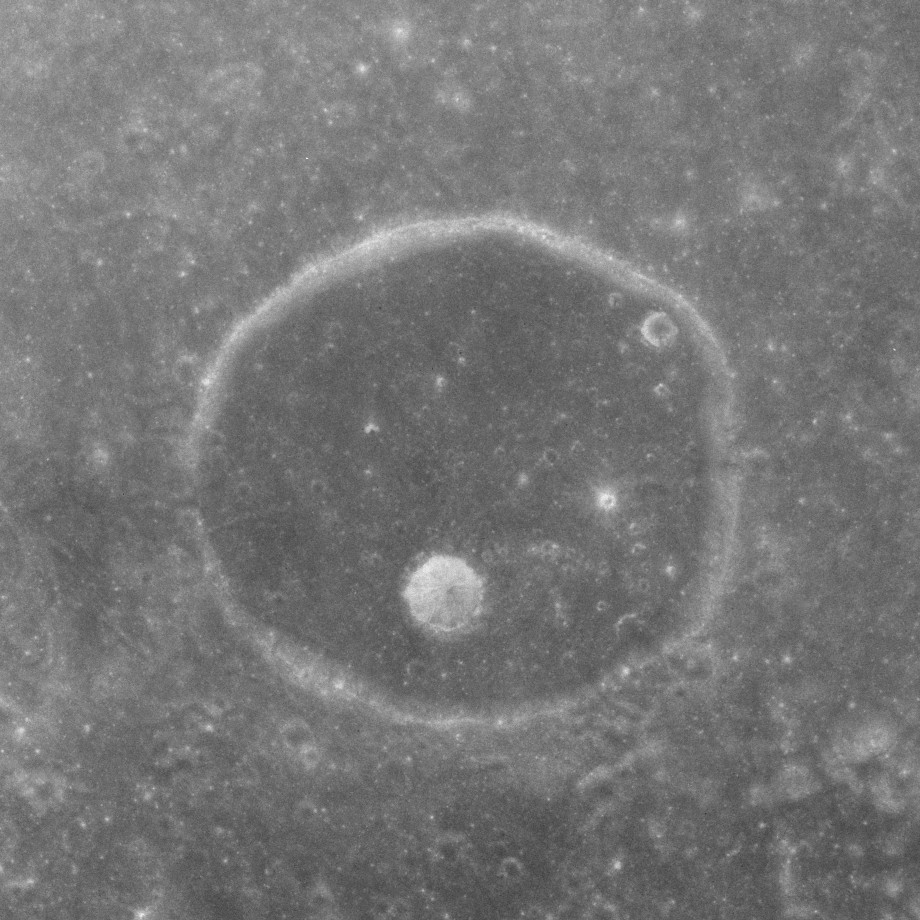
Jansen Mondkrater

Jansen ist ein Einschlagkrater im nördlichen Bereich des Mare Tranquillitatis. Er liegt ostsüdöstlich des Kraters Plinius.
Der Kraterrand von Jansen ist schmal und niedrig und zeigt auf der Westseite eine Kerbe. Das Kraterinnere ist relativ eben, was auf eine Überflutung durch Lava hinweisen könnte. Der Kraterboden wird durch einen kleinen auffallenden Krater markiert, der im Süd-südwesten auf halbem Weg zwischen Kratermittelpunkt und Rand liegt.
Nordöstlich des Kraters liegt die nach ihm so benannte Mondfurche Rima Jansen und im Osten erheben sich zerklüftete Hügel über die Mondoberfläche. Vom südöstlichen Kraterrand verläuft ein niedriger Höhenzug in südöstliche Richtung. Im Osten liegt jenseits der Dorsa Barlow der Krater Cajal in der Fläche des Mare Tranquillitatis.
| Buchstabe | Position           | Durchmesser | Link |
| --------- | ------------------ | ----------- | ---- |
| D         | 15,71° N, 28,45° O | 7 km        |      |
| E         | 14,46° N, 27,83° O | 7 km        |      |
| G         | 9,29° N, 26,01° O  | 6 km        |      |
| H         | 11,34° N, 28,39° O | 7 km        |      |
| K         | 11,49° N, 29,66° O | 6 km        |      |
| L         | 14,68° N, 30,08° O | 7 km        |      |
| R         | 15,15° N, 28,82° O | 25 km       |      |
| T         | 11,35° N, 33,48° O | 3 km        |      |
| U         | 11,95° N, 32,28° O | 3 km        |      |
| W         | 10,21° N, 29,47° O | 3 km        |      |
| Y         | 13,4° N, 28,55° O  | 4 km        |      |

Folgende Nebenkrater von Jansen haben zwischenzeitlich durch die Internationale Astronomische Union (IAU) einen eigenen Namen zugewiesen bekommen:
- Jansen B – siehe Krater Carrel.
- Jansen C – siehe Krater Beketov.
- Jansen F – siehe Krater Cajal.